# Diploprion bifasciatum
Diploprion bifasciatum är en fiskart som beskrevs av Cuvier 1828. Diploprion bifasciatum ingår i släktet Diploprion och familjen havsabborrfiskar. Inga underarter finns listade i Catalogue of Life.